# 黑衣修士
黑衣修士（Blackfriars），是英國倫敦市中心的一個地區，位於倫敦市西南角，地名取自於身穿黑衣的道明會修士（friar），並於1317年首次使用。現在這裡有黑衣修士站、黑衣修士橋、黑衣修士鐵路橋等以其冠名的設施。本地的舊街區經常用來作為電影和電視的拍攝地點。